# Antonio Cortis
Antonio Montón Corts, conocido como Antonio Cortis (Denia, Alicante, 12 de agosto de 1891 - Valencia, 2 de abril de 1952), fue un famoso tenor de ópera español apodado "El pequeño Caruso" o "El Caruso español" por haber recibido lecciones de Enrico Caruso y por su parecido en su estilo de canto. Si de algo ha de estar agradecido Antonio Cortis sería de la alternativa que le brindó Caruso a Antonio en el teatro de Colón: cantar el aria de Arlequín, y al día siguiente en el periódico decía que Caruso había cantado mejor que nunca el aria mencionada. Dos meses tuvieron para conocerse, y La Habana esa fue la primera vez que se vieron y se conocieron. Debió ofrecerle,  según el biógrafo, unas clases magistrales aunque según las fuentes, fue más un cara a cara conociéndose y reconocer un nuevo talento y una amistad noble para toda la vida.

## Biografía
Hijo de un zapatero artesano emigrante de Argelia, nació en un barco y fue empadronado en Denia. Desde pequeño cantó en coros. Empezó cantando papeles secundarios en el Liceo de Barcelona y el Real de Madrid, representando por ejemplo, a Gastone en La traviata. En 1916 cantó Tosca en el Teatro Español de Barcelona, siendo el primero de sus contratos para hacer partes de primer tenor. En 1916 se casó con la catalana Carmen Arnau.
En 1918 cantó Carmen en el Real, con María Gay y Mattia Battistini. En 1919 regresó al regio coliseo para cantar la infrecuente ópera donizettiana Maria di Rohan. El mismo año viajó a Italia y allí se alojó en la célebre pensión -para el mundo de la lírica- de Gina Bonini, situada frente al Duomo, cerca de la Scala de Milán. Cantó en Nápoles y en Roma; en esta última ciudad se ganó el afecto de la exsoprano Emma Carelli y ésta, como gerente del Teatro Costanzi, le ayudó a Cortis en sus primeros años transalpinos. Allí cantó desde su habitual Tosca hasta la infrecuente Anima allegra de Vittadini.
Fue trascendental su firma en 1924 del contrato con la Civic Opera de Chicago, a la que permanecerá ligado hasta 1932, ocho temporadas consecutivas. Se interesó por él su director de orquesta Giorgio Polacco Archivado el 28 de octubre de 2021 en Wayback Machine. al conocer su éxito en el Teatro Nacional de La Habana, donde fue sacado a hombros del recinto por el papel de Cavaradossi. Llegó cuando los tenores más importantes de la Compañía eran el norteamericano Charles Hackett y, sobre todo, el italiano Tito Schipa. Cortis comentará que Hackett, como tenor, no era capaz de descalzarse las botas.
Nunca cantó en el Metropolitan Opera de Nueva York pero fue estrella en San Francisco (1925-1926), La Scala (1930-1931) y Covent Garden (1931), donde cantó con Rosa Ponselle en Turandot y Fedora; además en Los Ángeles, Baltimore, Boston, Washington, Pittsburgh, Santiago de Chile, Verona, Turín, Montecarlo y Bari.
La Gran Depresión, la guerra civil española y la Segunda Guerra Mundial fueron factores que, unidos a una salud precaria, le impidieron desarrollar una carrera aún mayor. Sus últimas actuaciones fueron en Zaragoza en Tosca en 1950. Murió en Valencia donde había fundado una escuela de canto.